# 横山準
横山 準（よこやま じゅん、1928年1月15日 - ）は、日本の元子役、俳優である。本名は横山 昇一（よこやま しょういち）。子役時代の芸名は爆弾小僧（ばくだんこぞう）。

## 来歴・人物
1928年（昭和3年）1月15日、新潟県東頚城郡（現在の同県十日町市）に生まれる。
1933年（昭和8年）3月1日、松竹蒲田撮影所に入社。野村芳亭監督映画『島の娘』に初出演する。1935年（昭和10年）の清水宏監督映画『若旦那 春爛漫』から爆弾小僧の芸名を名乗る。『有りがたうさん』『風の中の子供』『按摩と女』など清水の作品に多数出演、また斎藤寅次郎監督の映画にも重用される。同時期に松竹に所属していた突貫小僧、葉山正雄、アメリカ小僧とともに子役の四天王と評された。1934年（昭和9年）に発行された『日本映画俳優名鑑 昭和九年版』（映画世界社）によると、東京府東京市蒲田区新宿町（現在の東京都大田区蒲田）のアパートに住み、身長は3尺5寸（約106.1センチメートル）、体重は7貫300匁（約27.4キログラム）、ランニング、お菓子を好んでいるという旨が記されている。
1940年（昭和15年）に横山準と改名。1941年（昭和16年）の『みかへりの塔』に主演以降脇役にまわり、戦後も引き続き松竹に在籍する。1952年（昭和27年）公開の『三百六十五代目の親分』に出演後引退した。

## おもなフィルモグラフィ
- 『恋愛修学旅行』（1934年、監督：清水宏）
- 『東京の英雄』（1935年、監督：清水宏）
- 『若旦那 春爛漫』（1935年、監督：清水宏）
- 『彼と彼女と少年達』（1935年、監督：清水宏）
- 『車に積んだ宝物』（1936年、監督：斎藤寅次郎）
- 『有りがたうさん』（1936年、監督：清水宏）
- 『大学よいとこ』（1936年、監督：小津安二郎）
- 『一人息子』（1936年、監督：小津安二郎）
- 『風の中の子供』（1937年、監督：清水宏）
- 『按摩と女』（1938年、監督：清水宏）
- 『愛染かつら』前・後編（1938年、監督：野村浩将）
- 『子供の四季』前・後編（1939年、監督：清水宏）
- 『父よあなたは強かった』（1939年、監督：原研吉）
- 『ともだち』（1940年、監督：清水宏）
- 『みかへりの塔』（1941年、監督：清水宏）
- 『簪』（1941年、監督：清水宏）
- 『父ありき』（1942年、監督：小津安二郎）
- 『生きてゐる孫六』（1943年、監督：木下恵介）
- 『陸軍』（1944年、監督：木下恵介）
- 『シミ金のスポーツ王』（1949年、監督：川島雄三）
- 『白痴』（1951年、監督：黒澤明）
- 『三百六十五代目の親分』（1952年、監督：秋山耕作）